# Eicken (Mönchengladbach)
Eicken ist ein Stadtteil Mönchengladbachs. Er gehört zum Stadtbezirk Nord. In der Eickener Straße befinden sich zahlreiche denkmalgeschützte Gebäude.

## Sport
Das Gasthaus Zum Jägerhof an der Alsstraße im Stadtteil ist die Geburtsstätte des Fußballvereins Borussia Mönchengladbach.
Mehrere Denkmale in der Fußgängerzone erinnern an die erfolgreiche Zeit des Vereins, darunter der Borussia-Brunnen von Bonifatius Stirnberg sowie die ehemaligen Spieler Günter Netzer, Berti Vogts und Herbert Wimmer als Bronzefiguren und ein steinerner Fußball.

## Kirchen
Die katholische Kirche von Eicken ist St. Maria Rosenkranz, die evangelische die Friedenskirche. Die Kirche St. Elisabeth in Untereicken wurde 2009 zur Grabeskirche umgewidmet.